# Kafétien Gomis
Kafétien Gomis (San Quintín, Francia, 23 de marzo de 1980) es un atleta francés, especialista en la prueba de salto de longitud en la que llegó a ser subcampeón europeo en 2010.

## Carrera deportiva
En el Campeonato Europeo de Atletismo de 2010 ganó la medalla de plata en salto de longitud, llegando hasta los 8.24 metros, siendo superado por el alemán Christian Reif (oro con 8.47 m que fue récord de los campeonatos) y por delante del británico Chris Tomlinson (bronce con 8.23 m).
Cuatro años después, en el Campeonato Europeo de Atletismo de 2014 ganó la medalla de bronce en la misma prueba, con un salto de 8.14 metros, siendo superado por el británico Greg Rutherford (oro con 8.29 m) y el griego Louis Tsatoumas (plata con 8.15 metros).